# Ксанаду (саундтрек)
Xanadu: From The Original Motion Picture Soundtrack — саундтрек-альбом британской рок-группы Electric Light Orchestra и австралийской певицы Оливии Ньютон-Джон к фильму «Ксанаду» 1980 года. Альбом был выпущен в июне 1980 года лейблом MCA Records в Северной Америке и в июле того же года лейблом Jet Records во всём остальном мире. Продюсерами выступили Джон Фаррар и Джефф Линн.
В отличие от фильма, который в прокате провалился и получил негативные отзывы критиков, саундтрек имел коммерческий успех во всём мире, заняв лидирующие позиции в хит-парадах и получил музыкальные сертификации во многих странах. Синглы «Magic» и «Xanadu» заняли первое место в США и Великобритании соответственно. Это был пятый по популярности саундтрек в США в 1981 году.

## Список композиций
Слова и музыка всех песен — Джон Фаррар (первая сторона) и Джефф Линн (вторая сторона).
| №  | Название                       | Исполнитель                      | Длительность |
| -- | ------------------------------ | -------------------------------- | ------------ |
| 1. | «Magic»                        | Оливия Ньютон-Джон               | 4:31         |
| 2. | «Suddenly»                     | Оливия Ньютон-Джон, Клифф Ричард | 4:02         |
| 3. | «Dancin’»                      | Оливия Ньютон-Джон, The Tubes    | 5:17         |
| 4. | «Suspended in Time»            | Оливия Ньютон-Джон               | 3:55         |
| 5. | «Whenever You’re Away from Me» | Оливия Ньютон-Джон, Джин Келли   | 4:22         |

| №                   | Название             | Исполнитель                                  | Длительность |
| ------------------- | -------------------- | -------------------------------------------- | ------------ |
| 1.                  | «I’m Alive»          | Electric Light Orchestra                     | 3:46         |
| 2.                  | «The Fall»           | Electric Light Orchestra                     | 3:34         |
| 3.                  | «Don’t Walk Away»    | Electric Light Orchestra                     | 4:48         |
| 4.                  | «All Over the World» | Electric Light Orchestra                     | 4:04         |
| 5.                  | «Xanadu»             | Оливия Ньютон-Джон, Electric Light Orchestra | 3:28         |
| Общая длительность: | Общая длительность:  | Общая длительность:                          | 41:34        |

## Позиции в хит-парадах

### Еженедельные чарты
| Хит-парад (1980)                    | Высшая позиция |
| ----------------------------------- | -------------- |
| Австралия (Kent Music Report)       | 1              |
| Австрия (Ö3 Austria)                | 1              |
| Бельгия (Billboard Benelux)         | 1              |
| Великобритания (UK Albums Chart)    | 2              |
| Германия (Offizielle Top 100)       | 1              |
| Израиль (IBA)                       | 1              |
| Испания (AFYVE)                     | 1              |
| Канада (RPM Top Albums/CDs)         | 2              |
| Нидерланды (Album Top 100)          | 1              |
| Новая Зеландия (RMNZ)               | 8              |
| Норвегия (VG-lista)                 | 1              |
| США (Billboard 200)                 | 4              |
| США (Billboard Soundtrack Albums)   | 2              |
| Финляндия (Suomen virallinen lista) | 6              |
| Швеция (Sverigetopplistan)          | 1              |
| Япония (Oricon)                     | 6              |

### Годовые чарты
| Хит-парад (1980)                   | Позиция |
| ---------------------------------- | ------- |
| Австралия (Kent Music Report)      | 12      |
| Австрия (Ö3 Austria)               | 6       |
| Великобритания (Gallup Poll)       | 44      |
| Германия (Offizielle Top 100)      | 21      |
| Канада (RPM Top Albums/CDs)        | 21      |
| Нидерланды (MegaCharts)            | 23      |
| Новая Зеландия (Recorded Music NZ) | 45      |
| США (Billboard Soundtrack Albums)  | 11      |
| Хит-парад (1981)                   | Позиция |
| США (Billboard Soundtrack Albums)  | 5       |

## Сертификации и продажи
| Регион | Сертификация  | Продажи    |
| --- | ------------- | ---------- |
| Австралия (ARIA) | Платиновый    | 50 000^    |
| Великобритания (BPI) | Золотой       | 100 000^   |
| Германия (BVMI) | Золотой       | 250 000^   |
| Гонконг (IFPI Hong Kong)                                                                                                 | Платиновый    | 20 000*    |
| Италия | —             | 100 000    |
| Канада (Music Canada) | 2× Платиновый | 200 000^   |
| Новая Зеландия (RMNZ) | Платиновый    | 15 000^    |
| США (RIAA) | 2× Платиновый | 2 000 000^ |
| Франция | —             | 100 000    |
| Япония | —             | 312 150    |
| Итого |               |            |
| Мир | —             | 5 000 000  |
| * Данные о продажах приведены только на основе сертификации. ^ Данные о тиражах приведены только на основе сертификации. |               |            |